# Harald I de Noruega
Harald I de Noruega, conegut com a Harald Cabellera Bella (nòrdic antic: Haraldr Hárfagri; noruec: Harald Hårfagre), (c. 850 - c. 933), va ser rei de Noruega des de 872 fins a 933. Era fill d'Halfdan el Negre i de Ragnhild Sigurdsdatter. Va ser el primer rei de Noruega.
Mitjançant les conquestes, va assolir unificar una sèrie de petits regnes rivals i va estendre el seu domini sobre Escòcia, les Illes Hèbrides, les Orkney i les Shetland. La persecució que va fer dels seus enemics va dur al poblament noruec d'Islàndia.

## Biografia
Va succeir al seu pare Halfdan el Negre el 860 com a sobirà d'una sèrie de petits territoris en l'actual comtat de Vestfold. El 866, Harald va començar una sèrie de conquestes que comprenien el sud-est de l'actual Noruega i l'actual província sueca de Värmland. El 872, va assolir una gran victòria naval davant els seus enemics en la Batalla d'Hafrsfjord, prop de l'actual ciutat de Stavanger i els va expulsar de les seves terres. A partir d'aquest moment, va unificar Noruega i va establir un sistema d'impostos, convertint-se en Harald I de Noruega.
Alguns dels noruecs exiliats per Harald Harfager van fugir cap a l'oest, a les actuals províncies sueques de Jämtland i Hälsingland. Uns altres es van refugiar a les illes pròximes, però Harald I els va perseguir a les Shetlands, les Orkney, i les Hèbrides. Uns altres es van unir a expedicions vikingues a Escòcia, mentre que uns altres van arribar encara més lluny: el 874, un noruec anomenat Ingolfur Arnarson va arribar fins a l'illa que va anomenar Islàndia ('Terra de gel'). És possible que l'illa hagués rebut algunes visites anteriors, probablement de monjos irlandesos que fugien de les primeres incursions vikingues, però la veritat és que Islàndia estava deshabitada des de feia més de setanta anys. Els noruecs es van convertir en els seus primers pobladors estables en fundar la ciutat de Reykjavík. La població de noruecs a Islàndia es va incrementar pel descontentament amb els impostos d'Harald, i per l'expedició que aquest realitzaria cap a les illes pròximes i a Escòcia, sotmetent aquests territoris a l'autoritat noruega i col·locant jarls com a governants.
El regnat d'Harald va estar marcat per l'amenaça constant dels seus enemics. Al final de la seva vida, van començar les disputes entre els seus fills per a repartir-se el regne, i el monarca governaria els últims tres anys al costat del seu fill favorit, Erik Destral Sagnant. Morí al voltant dels 83 anys. Dotze dels seus fills van ser reis, dos d'ells van ser reis de tota Noruega.

## La llegenda romàntica
Segons la tradició, Harald va enviar emissaris per demanar la mà de Gyda Eiriksdotter, filla del rei Erik de Hordaland. Gyda va rebutjar la proposta, suposadament perquè Harald no comptava amb gran poder dins de Noruega. Davant la negativa, Harald va prometre no tornar-se a tallar la cabellera fins que reunís sota la seva autoritat tota Noruega. Després de 10 anys, va assolir la seva comesa, i Gyda va acceptar el compromís. Llavors, es va tallar els cabells a la localitat d'Averøy, on en l'actualitat existeix un arbre amb una tanca de pedra al voltant, en record d'aquest esdeveniment. Va rebre l'àlies d'el de la bella cabellera per part del seu aliat Ragnvald Jarl. La llegenda sembla estar inspirada en històries romàntiques noruegues de l'època de l'Heimskringla.

## Família
Va tenir 23 fills i 8 esposes: 
Fills amb Åsa Håkonsdatter, filla d'Håkon Grjotgardsson, jarl de Lade: 
- Guttorm Haraldsson, rei de Ranrike
- Halvdan Kvite (Haraldsson), rei de Trondheim
- Halvdan Svarte (Haraldsson), rei de Trondheim.
- Sigrd Haraldsson, rei de Trondheim.

Fills amb Gyda: 
- Ålov Årbot (Haraldsdotter)
- R. Haraldsson
- Sigtrygg Haraldsson
- Frode Haraldsson
- (Torgils Haraldsson)¹

Fills amb Ragnhild Eiriksdotter de Jutlandia: 
- Erik Destral Sagnant, rei de Noruega.

Fills amb Svanhild, filla d'Eystein Earl: 
- Bj Farmann, rei de Vestfold.
- Olaf Haraldsson Geirstadalf, rei de Vingulmark, després també de Vestfold. El seu net seria el rei Olaf I de Noruega.
- Ragnar Rykkel

Fills amb Åshild, filla de Ring Dagsson: 
- Ring Haraldsson
- Dag Haraldsson
- Gudrd Skirja
- Ingegjerd Haraldsdotter

Fills amb Sn, filla de Svåse el Finlandès: 
- Halvdan Hålegg
- Gudrd Ljome

Fills amb Tora Mosterstong, la seva serventa:
- Haakon el Bo, rei de Noruega.

Altres fills: 
- Ragnvald Rettilbeine
- Sigurd Rise
- Ingebj Haraldsdotter

Harald fou l'avi d'Harald II de Noruega.